# Franskundervisning i Sverige
Franskundervisning, franska, innebär att man läser franska i skolan.

## Sverige
Både franska och tyska hade införts i svenska läroverk 1807 . Franska var länge första främmande moderna språk i Sveriges läroverk. De klassiska språken latin och grekiska dominerade dock. 1856 infördes franska före latin och 1859 ersattes det av tyska. 
Länge kom sedan tyskundervisningen i enhetsskola-grundskolan att förknippas med att börja i årskurs 7.

### Fotnoter
1. ↑  ”Arkiverade kopian”. Arkiverad från originalet den 25 maj 2012. https://archive.is/20120525135614/http://www.tomdahlstedt.se/skolor.htm. Läst 11 februari 2011.
2. ↑  Sverige 1900-talet – Sverige mellan tyskt och amerikanskt, NE, Bra Böcker, 2000, Psykologisk-Pedagogisk Uppslagsbok, 1956.